# Romain Dumas

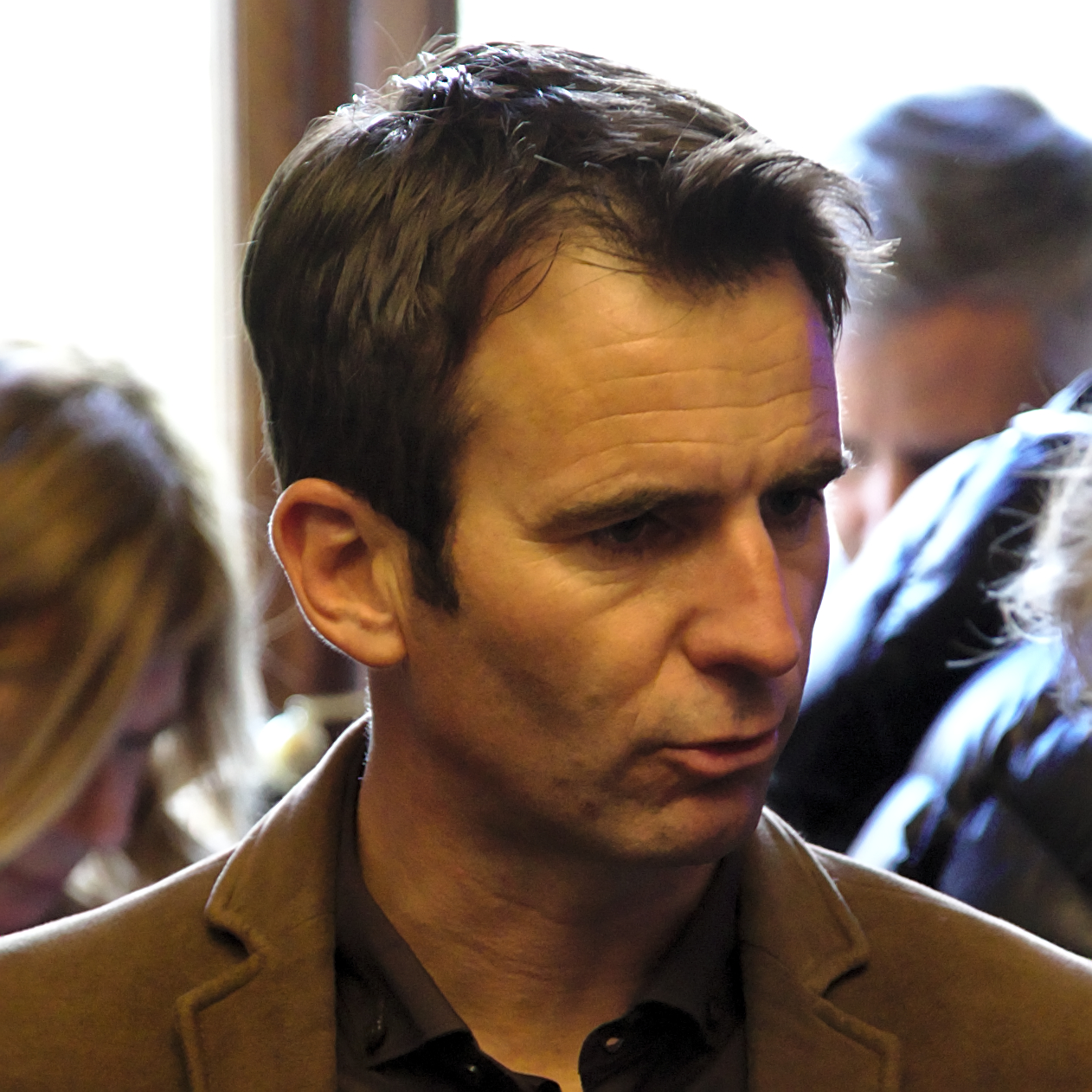
Romain Dumas

Romain Dumas (Alès, 1977. december 14. –) francia autóversenyző.

## Pályafutása

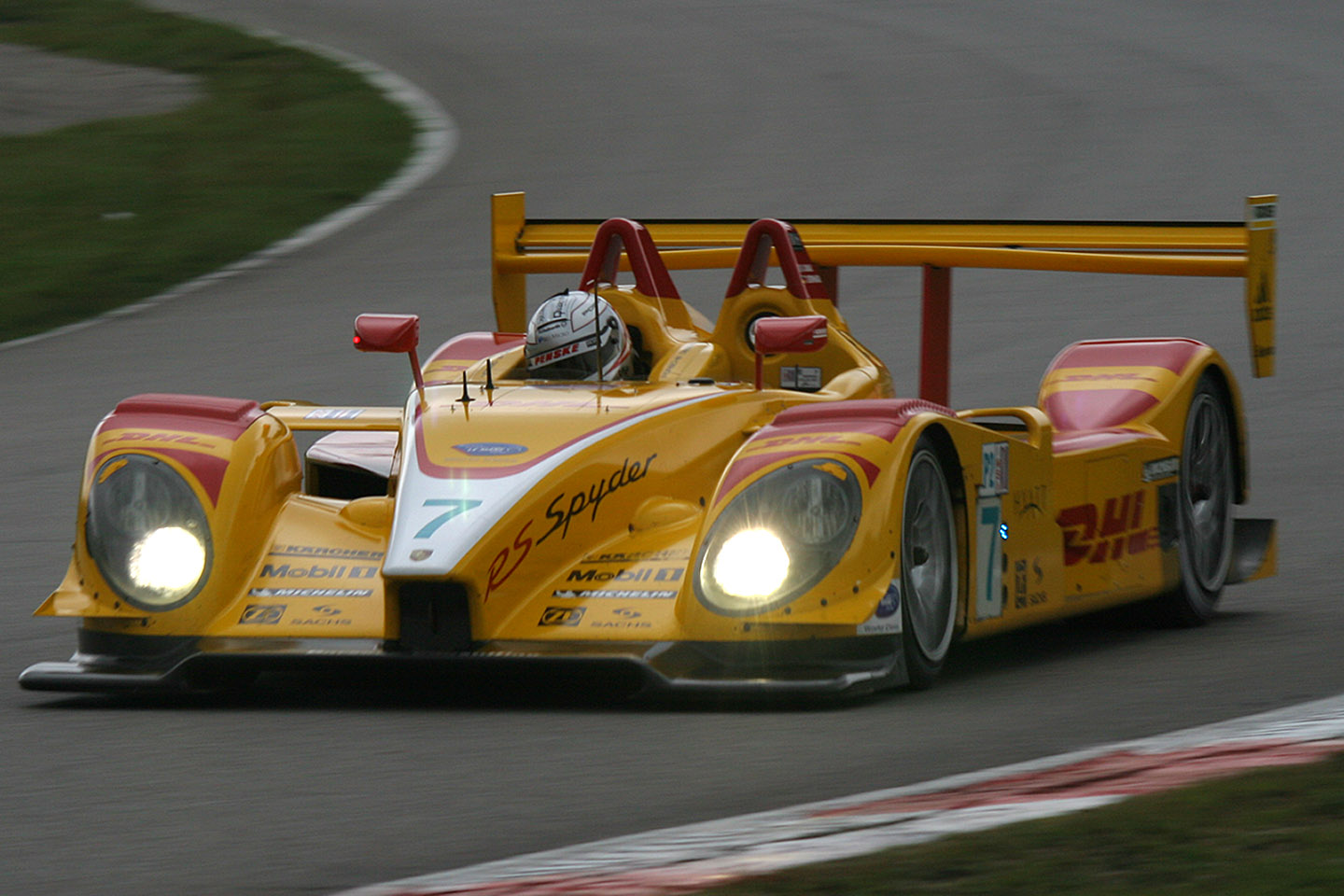
Romain 2007-ben a Porsche RS Spyder-ben

1992-ben gokartozással kezdte pályafutását. 1996-ban és 1997-ben hazája Formula–Renault sorozatában szerepelt.
1998-ban és 2000-ben a francia Formula–3-as bajnokságban versenyzett. A 2000-es szezont egy győzelemmel a hatodik helyen zárta.
2001-ben és 2002 az európai Formula–3000-es sorozat futamain vett részt. 2002-ben három győzelmet szerzett és a második helyen végzett a pontversenyben. Ebben az évben a barcelonai pályán tesztelhette a Formula–1-es Renault-istálló versenyautóját.
2001-től egyre inkább túraautózásra váltott. Noha még az európai Formula–3000-ben is rajthoz állt, Dumas 2002-ben már a hosszútávú autóversenyeken is jelentős sikereket ért el.
2003-ban a Porsche gyári versenyzője lett, megnyerte a Spa-i 24 órás versenyt, harmadik helyen zárta a német Porsche Carrera kupát és a GT kategória győztese volt a Petit Le Mans-on.
2004-től 2008-ig az Amerikai Le Mans szériában indult. 2006-tól már a Penske Racing csapat versenyzőjeként szerepelt a sorozatban, mely alakulattal megnyerte az LMP2-es kategóriát a 2007-es, valamint a 2008-as szezonban.
Eddigi pályafutása alatt több legendás hírű versenyen tudott győzni. 2003-ban győzött a Spa-i 24 órás versenyen. 2008-ban Timo Bernhard és Emmanuel Collard társaként megnyerte a Sebringi 12 órás futamot. A Marc Lieb, Timo Bernhard, Marcel Tiemann alkotta trióval együtt három alkalommal (2007, 2008, 2009) lett első a Nürburgringi 24 óráson. Honfitársaival, Emmanuel Collardal és Jean-Christophe Boullional a harmadik helyen zárták a 2007-es Le Mans-i 24 órás versenyt.

## Sikerei
- Spa-i 24 órás autóverseny - győzelem: 2003
- Nürburgringi 24 órás autóverseny - győzelem: 2007, 2008, 2009
- Sebringi 12 órás autóverseny - győzelem: 2008

## Eredményei

### Le Mans-i 24 órás autóverseny
| Év   | Csapat                  | Autó                | Csapattárs       | Csapattárs               | Helyezés |
| ---- | ----------------------- | ------------------- | ---------------- | ------------------------ | -------- |
| 2001 | Freisinger Motorsport   | Porsche 911 GT3-RS  | Gunnar Jeannette | Philippe Haezebrouck     | 7.       |
| 2002 | Freisinger Motorsport   | Porsche 911 GT3-RS  | Sascha Maassen   | Jörg Bergmeister         | 17.      |
| 2003 | Team Nasamax            | Reynard 01Q         | Robbie Sterling  | Werner Lupberger         | Kiesett  |
| 2004 | Freisinger Motorsport   | Porsche 911 GT3-RSR | Stéphane Ortelli | Ralf Kelleners           | 13.      |
| 2005 | IMSA Performance        | Porsche 911 GT3-RS  | Raymond Narac    | Sébastien Dumez          | 15.      |
| 2006 | IMSA Performance Matmut | Porsche 911 GT3-RSR | Raymond Narac    | Luca Riccitelli          | Kiesett  |
| 2007 | Pescarolo Sport         | Pescarolo 01        | Emmanuel Collard | Jean-Christophe Boullion | 3.       |
| 2008 | Pescarolo Sport         | Pescarolo 01        | Emmanuel Collard | Jean-Christophe Boullion | Kiesett  |
| 2009 | Audi Sport Team Joest   | Audi R15 TDI        | Timo Bernhard    | Alexandre Prémat         | 17.      |